# یواس‌اس مک‌کالیی (دی‌دی-۲۷۶)
یواس‌اس مک‌کالیی (دی‌دی-۲۷۶) (به انگلیسی: USS McCawley (DD-276)) یک کشتی بود که طول آن ۹۵٫۸۳ متر (۳۱۴٫۴ فوت) بود. این کشتی در سال ۱۹۱۹ ساخته شد.